# 326. п. н. е.

## Догађаји
- Битка код Хидаспа
- Након пораза од римских снага у Напуљу, Самнити објављују рат Риму започињући Други самнитски рат. Да би поразили Самните, Римљани склапају савезе са народима централне Италије северно од Самнијума и са Апулијанима на југоистоку.